# 668 v.Chr.
Het jaar 668 v.Chr. is een jaartal volgens de christelijke jaartelling.

## Gebeurtenissen

### Assyrië
- Ninive, hoofdstad van Assyrië wordt de grootste stad van de wereld.

### Griekenland
- Autosthenes wordt benoemd tot archont van Athene.